# Ilja Wiederschein
Ilja Wiederschein (* 5. April 1977 in Berlin) ist ein ehemaliger deutscher Volleyball-Nationalspieler.

## Volleyball-Karriere
Ilja Wiederschein wurde als Neunjähriger in der DDR bei einer Talentsichtung für den Volleyballsport entdeckt. Als Jugendlicher spielte der Linkshänder in seiner Heimatstadt beim VC Olympia Berlin und von 1996 bis 1998 zwei Jahre beim Moerser SC. Danach kehrte Ilja Wiederschein nach Berlin zurück, zunächst zu Post Telekom Berlin und ab 1999 zum SCC Berlin, mit dem er 2000 den DVV-Pokal gewann. Anschließend nahm er mit der A-Nationalmannschaft, in der er seit 1999 aktiv war, an der EM in Tschechien teil. Dann wechselte er innerhalb der Bundesliga zum VfB Friedrichshafen, mit dem er 2002 das Double holte sowie 2003 und 2004 erneut den DVV-Pokal gewann. Bei der EM in Deutschland erreichte Wiederschein mit der Nationalmannschaft Platz sieben. 2004 wechselte er in den Westen zu evivo Düren, wo er dreimal deutscher Vizemeister wurde und 2010 seine Karriere zunächst beendete. 2011 half er vergeblich dem Ligakonkurrenten A!B!C Titans Berg. Land beim Abstiegskampf. Er stand den Wuppertalern auch 2011/12 in der Zweiten Liga sporadisch zur Verfügung. Nachdem Wiederschein beim SSF Fortuna Bonn verschiedene Mannschaften trainierte, wurde er in der Saison 2016/17 als Zuspieler mit dem TuS Mondorf Meister der Regionalliga West und spielte 2017/18 in der Dritten Liga West. 2019 hatte Wiederschein noch einige Kurzeinsätze beim inzwischen in der Zweiten Bundesliga Nord spielenden TuS Mondorf.
Ilja Wiederschein tauchte von 2001 bis 2009 regelmäßig in den Ranglisten des deutschen Volleyballs auf Spitzenplätzen der Positionen Zuspiel und Aufschlag auf.
Er ist der ältere Bruder von Igor Wiederschein (* 2. März 1980), der als Zuspieler u. a. für den VC Markranstädt in der 1. Volleyball-Bundesliga spielte.

## Berufliches
Wiederschein arbeitet heute in Berlin für einen Personaldienstleister.